# Glacier Nordenskjöld
Pour les articles homonymes, voir Nordenskjöld.
Le glacier Nordenskjöld est un glacier situé en Géorgie du Sud. Il est nommé en l'honneur de l'explorateur suédois Otto Nordenskjöld qui l'a cartographié lors de l'expédition suédoise Antarctic.
C’est l’un des cinq plus grands glaciers de la Géorgie du Sud.